# El Mirador, Teocaltiche
El Mirador är en ort i Mexiko.   Den ligger i kommunen Teocaltiche och delstaten Jalisco, i den centrala delen av landet, 400 km nordväst om huvudstaden Mexico City. El Mirador ligger 1 680 meter över havet och antalet invånare är 140.
Terrängen runt El Mirador är huvudsakligen en högslätt. El Mirador ligger nere i en dal. Runt El Mirador är det ganska tätbefolkat, med 65 invånare per kvadratkilometer. Närmaste större samhälle är Teocaltiche, 11,7 km norr om El Mirador. I omgivningarna runt El Mirador växer huvudsakligen savannskog.